# Собеседник воина
Собеседник воина — российский информационно-справочный журнал, издававшийся Главным управлением воспитательной работы вооружённых сил Российской Федерации с 1992 по 1994 год с периодичностью два раза в месяц. Считался преемником советского журнала «Агитатор армии и флота».

## Тематика
В журнале размещались материалы по проблемам боевой подготовки и воспитания личного состава российской армии и военно-морского флота, освещались вопросы их бытовой жизни и правового положения в обществе. Помимо этого публиковались обзоры военно-исторической тематики и памятных дат; одним из ведущих направлений была также публикация материалов в помощь руководителям и слушателям групп общественно-государственной подготовки.
Особой популярностью среди аудитории пользовались ответы на вопросы читателей, консультации юристов и популяризация боевого опыта военнослужащих, которые прошли через «горячие точки» страны.